# Châteaugiron (commune déléguée)
Châteaugiron est une ancienne commune française située dans le département d'Ille-et-Vilaine en région Bretagne.
Les communes de Châteaugiron, Saint-Aubin-du-Pavail et Ossé fusionnent le 1er janvier 2017 et forment la commune nouvelle de Châteaugiron.

## Géographie

### Localisation
Châteaugiron se situe dans l'arrondissement de Rennes et dans le Pays de Rennes, au sud-est de la capitale bretonne, à quelques kilomètres de l'entrée du noyau urbain. La ville adhère à la communauté de communes du Pays de Châteaugiron.

### Espace naturel

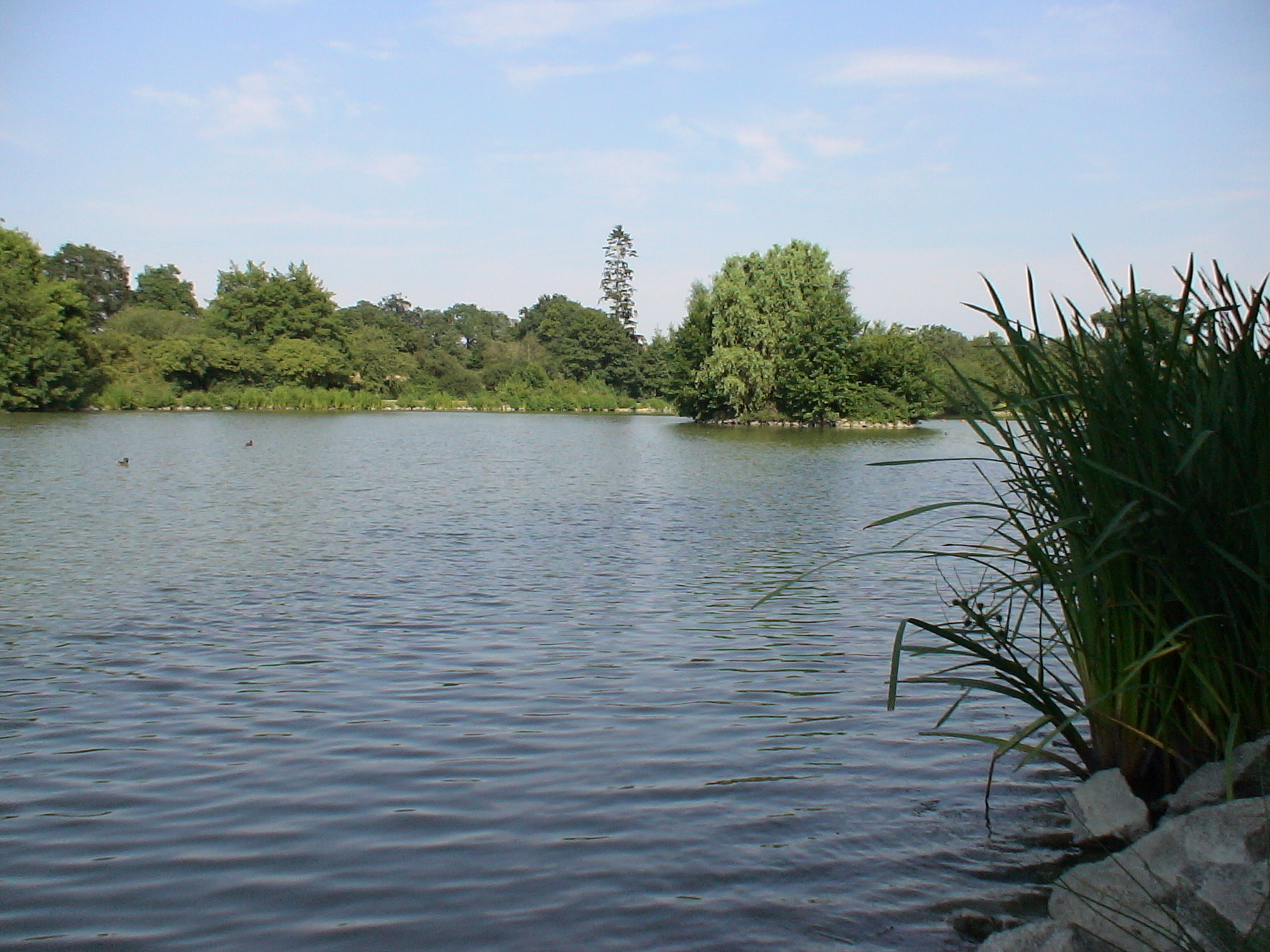
L'étang.
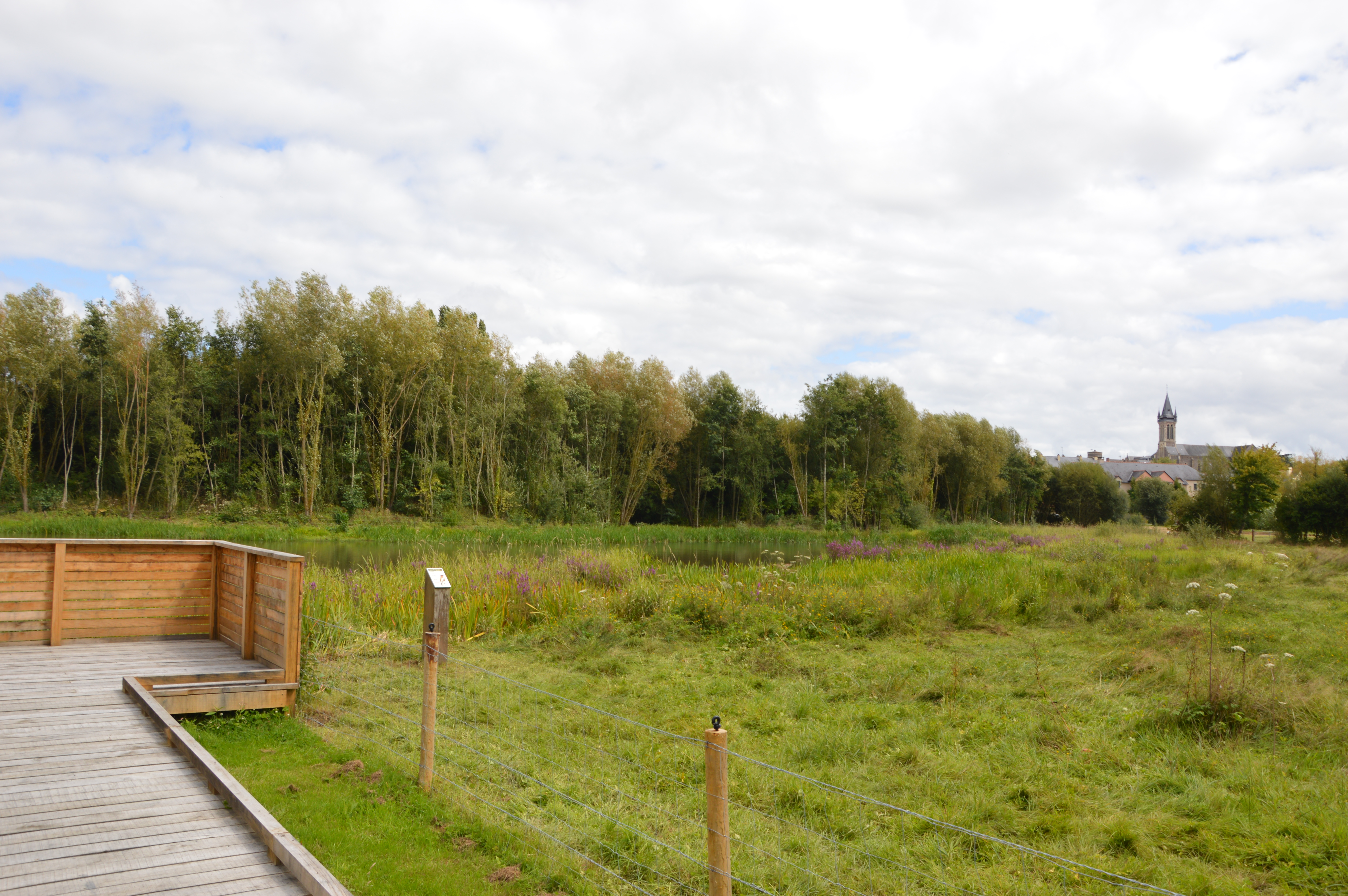
La Glaume.

Le site de la Glaume est une enclave naturelle au cœur de la cité de Châteaugiron, zone humide. Une grande diversité végétale sert d'habitat à nombre d'espèces animales comme la bécassine des marais, le  martin-pêcheur d'Europe. Ce site se situe entre le bas du centre-ville (rue Saint-Nicolas) et le lotissement de Rochaude (rue d'Alsace).
L'étang situé au bas de Châteaugiron est un lieu de promenade très prisé des habitants de la commune.

### Hydrographie
L'Yaigne est une rivière qui prend sa source à Cornillé, en Ille-et-Vilaine, traverse la commune de Châteaugiron et son étang au pied du château. Elle se jette dans la Seiche à Nouvoitou. Elle fait 27 km de longueur.
Le Rimon est un petit ruisseau qui prend sa source au nord du bourg de Domloup. Il fait office de séparation avec Domloup sur une longueur de 350 mètres. Il se jette dans l'Yaigne au bout de ses 350 mètres. La longueur de son cours d'eau fait 2,2 km.

### Voies de communication et transports
La commune est desservie par les cars du réseau BreizhGo :
- ligne 3a : Rennes Gare routière <> Châteaugiron <> La Guerche-de-Bretagne ;
- ligne 3b : Rennes Poterie <> Châteaugiron <> Piré-sur-Seiche.

## Urbanisme

### Logements

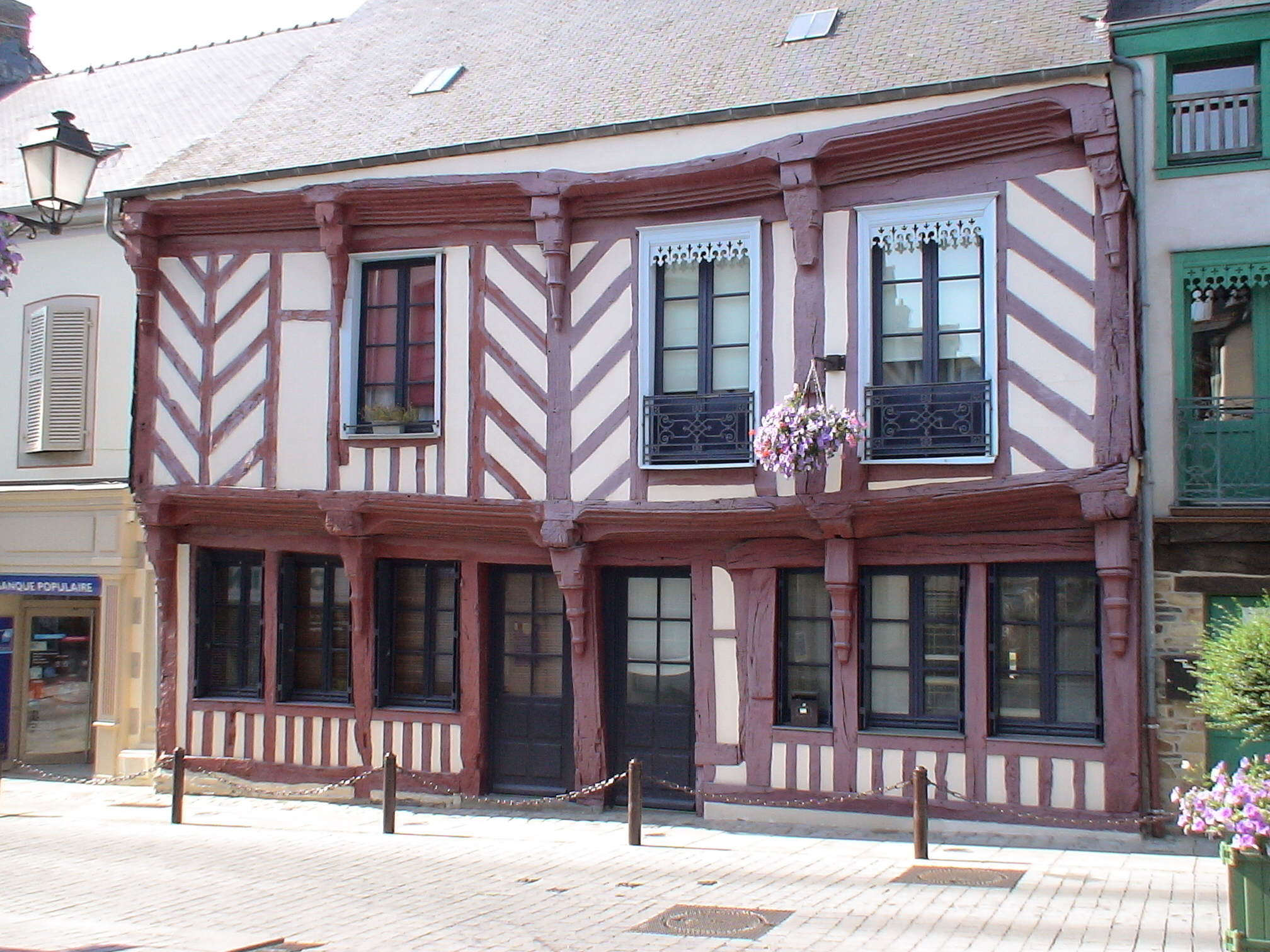
Maison à colombages.

En 2004, la ville de Châteaugiron comptait 2 328 logements contre 1 941 en 1999, et pourtant le nombre de logements vacants a augmenté de 45 %, ce qui montre l'évolution démographique. Le nombre de logements a augmenté mais le nombre de maisons a diminué de 6,2 % par rapport à 1999, en revanche, le nombre d'appartements a augmenté de 8,7 %.
En 1999, on comptait 1 870 (96,3 %) résidences principales contre 2 229 (95,7 %). En 2004, le nombre de résidences secondaires a également diminué : 18 en 1999 contre 14 en 2004.
En 2004, la plupart des habitations possèdent plus de quatre pièces (72,4 %), 13 % des habitations possèdent trois pièces, 11,7 % en possèdent deux et seulement 3 % possèdent une seule pièce.

## Toponymie
Le nom de la localité est attesté sous la forme Castro Gironis en 1087[réf. nécessaire].
Le nom de Châteaugiron vient du seigneur de Giron, fils du chevalier Anquetil ou Ansquetil, mort en 1039, fondateur de la ville. Durant la Révolution, la commune porte le nom de Mont-Giron.

## Histoire

### Moyen Âge
En 1086-1114, on trouve la mention du « castrum Ansquetil in domo eiusdem Gironis » . Le premier seigneur Ansquetil vivait en 1030 et son fils aîné et successeur Giron Ier du châteauansquetil noble, miles dom et moine est mort au début du XIIe siècle. C'est lui qui laisse son nom au château et à la petite localité qui se développe autour.

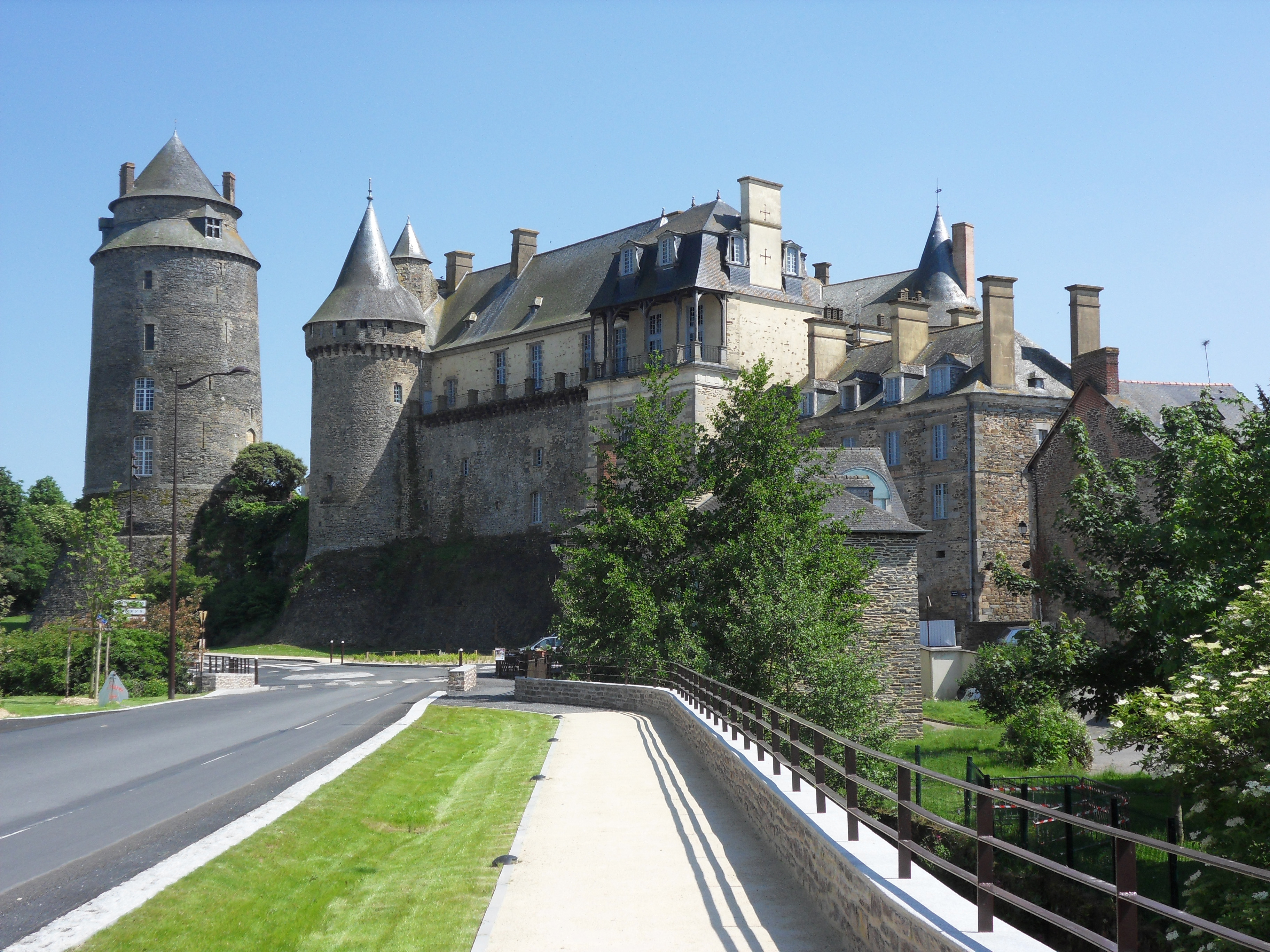
Le château date du XIIe siècle au XVIIIe siècle.

Une célèbre enluminure de la première grande histoire de Bretagne de Pierre Le Baud représente le château de Châteaugiron. Cette enluminure d'un manuscrit de la BNF a été longtemps le sujet d'une polémique quant aux événements qu'elle évoque et au château qu'elle représente. Un ouvrage de 2009 de Stéphanie Vincent, docteur en littérature et spécialiste de l'iconographie médiévale, à la suite d'une étude méthodique du document, nous éclaire : le château représenté est bien celui de Châteaugiron. On y apprend également la chronologie des modifications subies par la forteresse et de petites histoires de la ville comme l'arrivée somptueuse d'Hélène de Laval épouse de Jean de Derval seigneur du lieu, dans la bourgade.
En 2009, la ville fêtait son millénaire. Elle participe au projet d'inscription à l'UNESCO des Marches de Bretagne.

### Époque moderne
En 1591, pendant les guerres de la Ligue, « Champeaux, Châtillon, Izé, Étrelles, La Guerche, Domagné, Châteaugiron furent dévastés par les marches et collision [combats] des deux partis ».

### LeXIXesiècle
La production de « noyales » (toiles à voiles), concentrée dans une quarantaine de paroisses situées pour la plupart au sud-ouest de Rennes, les principales étant Châteaugiron, Piré et Noyal (paroisse qui leur a donné leur nom), double, passant de 9 500 à 20 000 pièces, pendant la seconde moitié du XIXe siècle.
Une manufacture appartenant au sieur Desbouillons est créée en 1824 à Châteaugiron, dans le prieuré Sainte-Croix ; elle contient 76 métiers à tisser, et la manufacture a compté jusqu'à 200 ouvriers ; elle achète les récoltes de chanvre sur les marchés de Châteaugiron et de Janzé et produit annuellement de 1 100 à 1 300 pièces de toile de 70 mètres chacune, destinées tant à la marine royale qu'à la marine marchande.
Au XVIIIe siècle on compte à Châteaugiron une trentaine de marchands de toile. Une grande halle est construite au milieu du XIXe siècle (la vente des toiles se faisait jusque-là en plein air).

### LeXXesiècle

#### LaBelle Époque
La ligne des Tramways d'Ille-et-Vilaine allant de Rennes à La Guerche et passant par Châteaugiron est mise en service en juin 1904. La ligne ferme en 1947.

#### La Première Guerre mondiale
Le monument aux morts de Châteaugiron porte les noms de soixante-et-un soldats morts pour la France pendant la Première Guerre mondiale.

#### La Seconde Guerre mondiale
Le monument aux morts de Châteaugiron porte les noms de sept personnes mortes pour la France pendant la Seconde Guerre mondiale.

#### L'après Seconde Guerre mondiale
Un soldat originaire de Châteaugiron (Michel Duroudier) est mort pour la France pendant la guerre d'Algérie.
La commune de Châteaugiron s’est agrandie en février 1971, par le rattachement de la commune de Veneffles et la rectification des limites communales avec Domloup et Noyal-sur-Vilaine. La superficie de l’ancienne commune était de 52 ha, contre 798 ha jusqu'en 2016, elle se résumait comme beaucoup de villes fortifiées à la basse-cour du château. La ville ne semble pas néanmoins posséder de murailles à l‘époque médiévale.

### LeXXIesiècle
Le jeudi 31 mars 2016, le conseil municipal décide à l'unanimité du regroupement de la ville avec celles d'Ossé et de Saint-Aubin-du-Pavail, avec effet au 1er janvier 2017. Les deux autres conseils municipaux décident de la même chose le vendredi 1er avril 2016. La commune nouvelle porte le nom de Châteaugiron, et les trois anciennes communes sont des communes déléguées.

## Politique et administration

### Liste des maires
| Période                                  | Période          | Identité         | Étiquette | Qualité |
| ---------------------------------------- | ---------------- | ---------------- | --------- | --- |
| Les données manquantes sont à compléter. |                  |                  |           | |
| 1844                                     | 1852             | Pierre Tortelier |           | Marchand de toiles                                                                                               |
| 1852                                     | 1856             | Marie Cosnard    |           | Officier de santé                                                                                                |
| 1856                                     | 1878             | Auguste Marchand |           | Entrepreneur |
| 1878                                     | 1888             | Léon Launay      |           | Notaire |
| 1888                                     | 1919             | Henri Cosnard    |           | Propriétaire-éleveur                                                                                             |
| décembre 1919                            | 1941             | Aristide Coureau |           | Négociant en bonneterie                                                                                          |
| 1941                                     | 1947             | Henri Bouquet    |           | Négociant œufs et beurre                                                                                         |
| 1947                                     | 1965             | Pierre Gaudiche  |           | Négociant en grains                                                                                              |
| 1965                                     | 1977             | Jean Simon       | DVD       | Bijoutier - horloger                                                                                             |
| 1977                                     | 2001             | Pierre Le Treut  | UDF-CDS   | Vétérinaire - conseiller général                                                                                 |
| 2001                                     | 31 décembre 2016 | Françoise Gatel  | UDI       | Sénatrice d'Ille-et-Vilaine (depuis 2014) Présidente de l'association des maires d’Ille-et-Vilaine (depuis 2008) |

| Période          | Période         | Identité           | Étiquette | Qualité |
| ---------------- | --------------- | ------------------ | --------- | --- |
| 1er janvier 2017 | 23 janvier 2017 | Françoise Gatel    | UDI       | Sénatrice d'Ille-et-Vilaine (depuis 2014), présidente de l'association des maires d’Ille-et-Vilaine (depuis 2008) |
| 23 janvier 2017  | 2 octobre 2017  | Jean-Claude Beline |           | Agriculteur en retraite                                                                                           |
| 2 octobre 2017   | en cours        | Marielle Deport    |           | Professeur de mathématiques                                                                                       |

### Budget communal
En 2010, le budget municipal s'élevait à 5 835 000 € en fonctionnement (862 € par habitant). Les recettes de fonctionnement sont fournies par les impôts et taxes pour 2 644 000 € et 1 316 000 € de dotation globale de fonctionnement.
Les charges de fonctionnement sont réparties sur 2 095 000 € de charges de personnel (48,17 % du budget), 1 496 000 € d'achats et charges externes, 118 000 € de charges financières (soit 18 € par habitant). Le montant des subventions versées se montait à 275 000 € (42 € par habitant). La commune dégageait un résultat comptable positif de 1 486 000 €.
L'encours total de la dette était en 2010 de 4 687 000 € (725 € par habitant). Ce qui correspond à 80,32 % du budget de fonctionnement. Pour l’ensemble des communes françaises de 5 000 à 10 000 habitants, la dette s'élève en moyenne à 877 € par habitant.
En 2010, la capacité d'autofinancement brute était de 262 € par habitant, supérieure à la moyenne de la strate, qui s'élevait à 184 € par habitant.
Endettement de la ville 2000-2010
|                                                                        | 2000  | 2001  | 2002  | 2003  | 2004  | 2005  | 2006  | 2007  | 2008  | 2009  | 2010  |
| Encours de la dette en milliers d'euros                                | 3 525 | 3 391 | 3 107 | 4 909 | 5 885 | 5 306 | 4 171 | 3 755 | 3 439 | 4 100 | 4 687 |
| annuité en milliers d'euros                                            | 692   | 639   | 615   | 571   | 606   | 1 285 | 1 285 | 514   | 496   | 440   | 529   |
| Encours de la dette par habitant en euros                              | 631   | 607   | 556   | 878   | 1053  | 949   | 638   | 574   | 505   | 642   | 725   |
| Moyenne de la dette pour commune de 5000 à 10000 par habitant en euros | 899   | 782   | 790   | 804   | 815   | 816   | 832   | 872   | 892   | 884   | 877   |
| annuité par habitant en euros                                          | 124   | 114   | 110   | 102   | 108   | 230   | 196   | 79    | 73    | 69    | 245   |
| ---------------------------------------------------------------------- | ----- | ----- | ----- | ----- | ----- | ----- | ----- | ----- | ----- | ----- | ----- |
| Sources des données : Ministère des finances                           |       |       |       |       |       |       |       |       |       |       |       |

Charges de personnel de 2000-2010
|                                              | 2000  | 2001  | 2002  | 2003  | 2004  | 2005  | 2006  | 2007  | 2008  | 2009  | 2010  |
| Charges de personnel en milliers d'euros     | 1 337 | 1 396 | 1 530 | 1 549 | 1 557 | 1 592 | 1 764 | 1 894 | 1 906 | 1 994 | 2 095 |
| Charges de personnel par habitant en euros   | 239   | 250   | 274   | 277   | 278   | 299   | 270   | 290   | 280   | 320   | 324   |
| -------------------------------------------- | ----- | ----- | ----- | ----- | ----- | ----- | ----- | ----- | ----- | ----- | ----- |
| Sources des données : Ministère des finances |       |       |       |       |       |       |       |       |       |       |       |

Les charges de personnel ont augmenté de 65 % de 2000 à 2010. Par contre par habitant, elles ont progressé de 35 %.

### Fiscalité locale
En 2010, la commune intervient comme suit pour ce qui concerne la taxation :
| Taxe d'habitation (TH)                              | 16,66 % |
| Taxe foncière sur les propriétés bâties (TFPB)      | 19,49 % |
| Taxe foncière sur les propriétés non bâties (TFPNB) | 43,20 % |

Produits des différentes taxes de 2002 à 2010
|                                              | 2002 | 2003 | 2004 | 2005 | 2006 | 2007 | 2008 | 2009  | 2010  |
| Taxe d'habitation en milliers d'euros        | 666  | 748  | 789  | 859  | 903  | 936  | 996  | 1 045 | 1 121 |
| Foncier bâti en milliers d'euros             | 548  | 611  | 650  | 708  | 763  | 812  | 857  | 900   | 961   |
| Foncier non bâti en milliers d'euros         | 23   | 23   | 23   | 24   | 25   | 25   | 24   | 30    | 3     |
| Taxe d'habitation par habitant en euros      | 119  | 134  | 141  | 154  | 138  | 143  | 146  | 164   | 173   |
| Foncier bâti par habitant en euros           | 98   | 109  | 116  | 127  | 117  | 124  | 126  | 141   | 149   |
| Foncier non bâti par habitant en euros       | 4    | 4    | 4    | 4    | 4    | 4    | 4    | 5     | 5     |
| -------------------------------------------- | ---- | ---- | ---- | ---- | ---- | ---- | ---- | ----- | ----- |
| Sources des données : Ministère des finances |      |      |      |      |      |      |      |       |       |

### Jumelages
- Manorhamilton (en) (Irlande).
- Puszczykowo (Pologne).

## Population et société

### Démographie

#### Évolution démographique
En 2014, la commune comptait 7 423 habitants. Depuis 2004, les enquêtes de recensement dans les communes de moins de 10 000 habitants ont lieu tous les cinq ans (en 2004, 2009, 2014, etc. pour Châteaugiron) et les chiffres de population municipale légale des autres années sont des estimations.
| 1793  | 1800  | 1806  | 1821  | 1831  | 1836  | 1841  | 1846  | 1851  |
| ----- | ----- | ----- | ----- | ----- | ----- | ----- | ----- | ----- |
| 1 495 | 1 413 | 1 456 | 1 348 | 1 453 | 1 448 | 1 405 | 1 638 | 1 634 |

| 1856  | 1861  | 1866  | 1872  | 1876  | 1881  | 1886  | 1891  | 1896  |
| ----- | ----- | ----- | ----- | ----- | ----- | ----- | ----- | ----- |
| 1 665 | 1 581 | 1 565 | 1 450 | 1 479 | 1 467 | 1 344 | 1 344 | 1 295 |

| 1901  | 1906  | 1911  | 1921  | 1926  | 1931  | 1936  | 1946  | 1954  |
| ----- | ----- | ----- | ----- | ----- | ----- | ----- | ----- | ----- |
| 1 205 | 1 052 | 1 229 | 1 267 | 1 376 | 1 312 | 1 357 | 1 504 | 1 602 |

| 1962  | 1968  | 1975  | 1982  | 1990  | 1999  | 2004  | 2009  | 2014  |
| ----- | ----- | ----- | ----- | ----- | ----- | ----- | ----- | ----- |
| 1 148 | 1 331 | 2 332 | 3 234 | 4 166 | 5 500 | 6 132 | 6 450 | 7 423 |

#### Structures de la population
Évolution de la pyramide des âges de la ville de Châteaugiron, comparaison entre l’année 1999 et 2004
| Hommes | Classe d’âge | Femmes |
| ------ | ------------ | ------ |
| 338    | 59 à plus    | 509    |
| 673    | 40 à 59      | 661    |
| 720    | 20 à 39      | 785    |
| 901    | 0 à 19       | 861    |

| Hommes | Classe d’âge | Femmes |
| ------ | ------------ | ------ |
| 373    | 59 à plus    | 538    |
| 842    | 40 à 59      | 815    |
| 821    | 20 à 39      | 834    |
| 959    | 0 à 19       | 960    |

#### Revenus
Ce tableau représente en pourcentage les revenus en euros de l'année 2008 pour les habitants de Châteaugiron.
| Revenus | De 0 à 11 250 € | De 11 251 à 16 900 € | De 16 901 à 23 750 € | De 23 751 à 38 750 € | De 38 751 à 97 500 € | Plus de 97 501 € | Moyenne du revenu 2008 |
| ------- | --------------- | -------------------- | -------------------- | -------------------- | -------------------- | ---------------- | ---------------------- |
| Donnée  | 23,95 %         | 19,47 %              | 13,93 %              | 20,93 %              | 20,29 %              | 1,43 %           | 26 412 €               |

### Enseignement
- École maternelle publique Le Centaure.
- École primaire publique la Pince-Guerrière.
- Collège public d'enseignement général Victor-Segalen.
- École maternelle, école primaire et collège privé d'enseignement général Sainte-Croix.

### Cultes
La paroisse de Châteaugiron n'existe plus en tant que paroisse. Elle fait partie de la paroisse de Saint-Luc en pays de Châteaugiron.
Cette paroisse est composée de six communautés :
- de Châteaugiron (communauté de Sainte-Marie-Madeleine) ;
- de Domloup (communauté de Saint-Loup) ;
- de Nouvoitou (communauté de Saint-Martin de Tours) ;
- d'Ossé (communauté de Saint-Sulpice) ;
- de Saint-Aubin-du-Pavail (communauté de Saint-Aubin) ;
- de Veneffles (communauté de Saint-Médard).

La paroisse de Saint-Luc en Châteaugiron est rattachée au doyenné de Cesson  et fait partie du diocèse de Rennes, Dol et Saint-Malo.

### Sports
La ville de Châteaugiron possède :
- un stade de football, composé de cinq terrains dont un stabilisé, trois en herbe, et un terrain synthétique ;
- une salle de tennis et de ping-pong ;
- une salle et des terrains de basket-ball ;
- une salle de judo et sport de combat ;
- une salle de roller/handball ;
- un complexe aquatique intercommunal nommé Inoxia.

## Culture locale et patrimoine

### Lieux et monuments

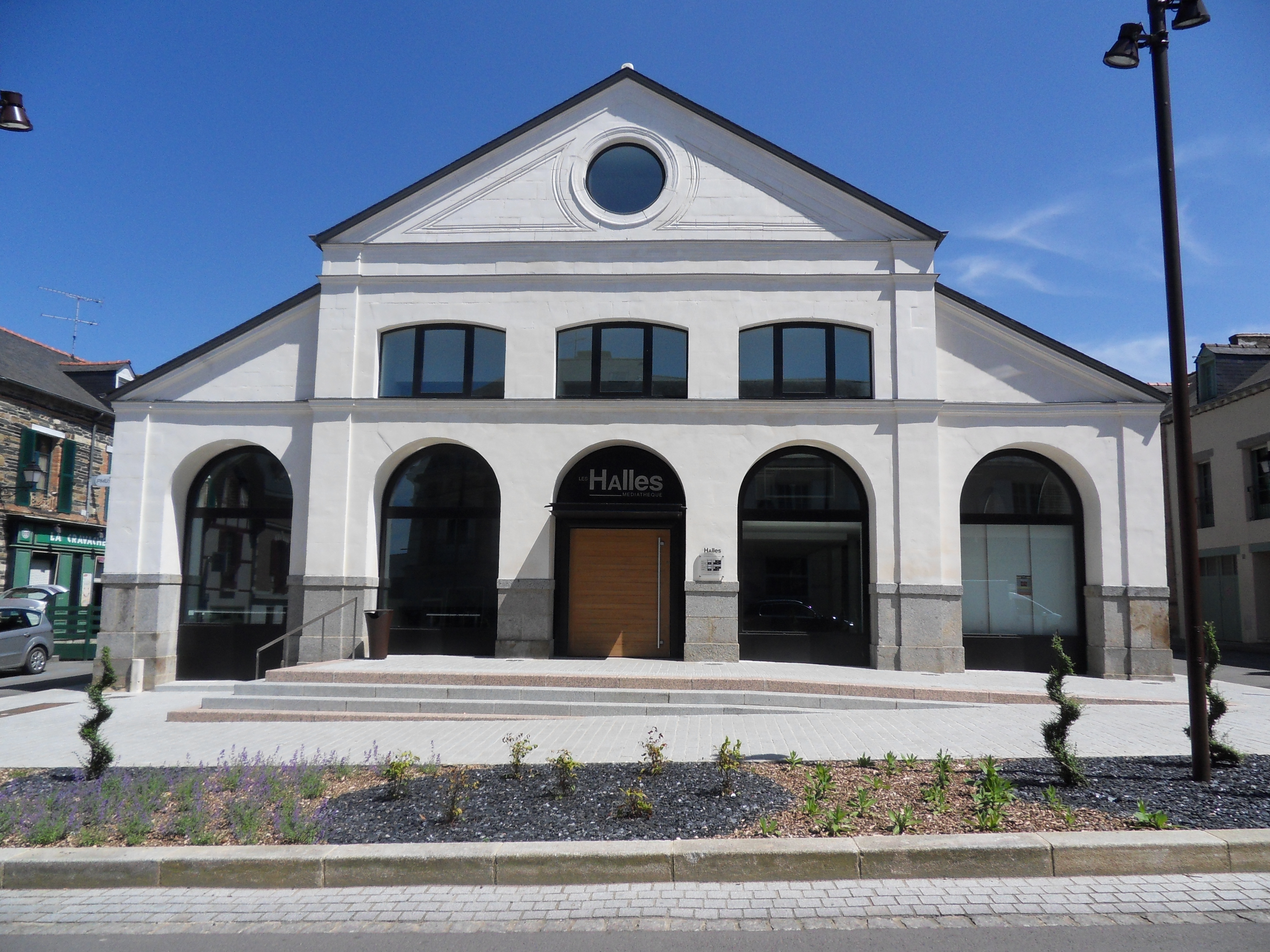
Les halles.
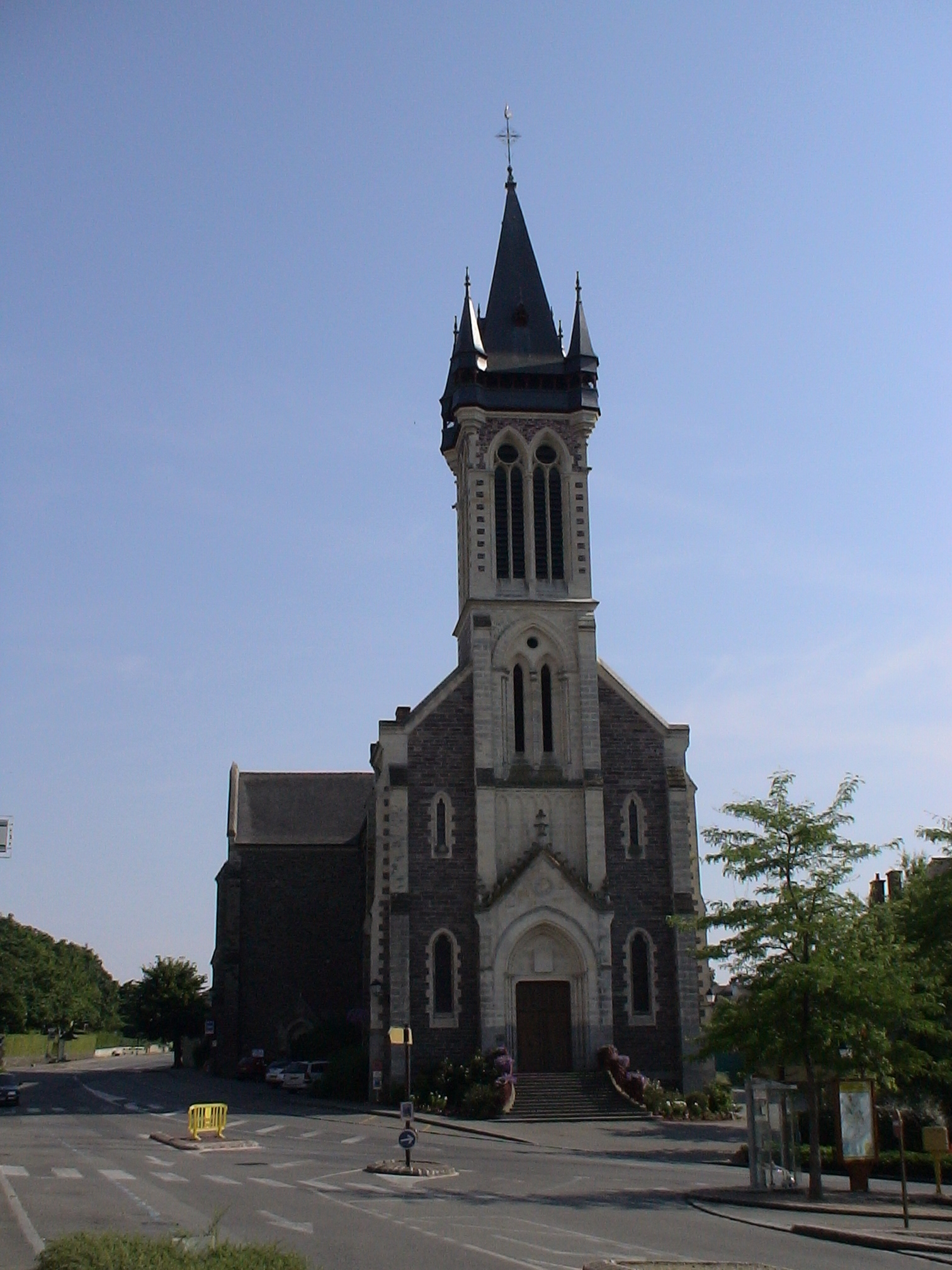
L'église.
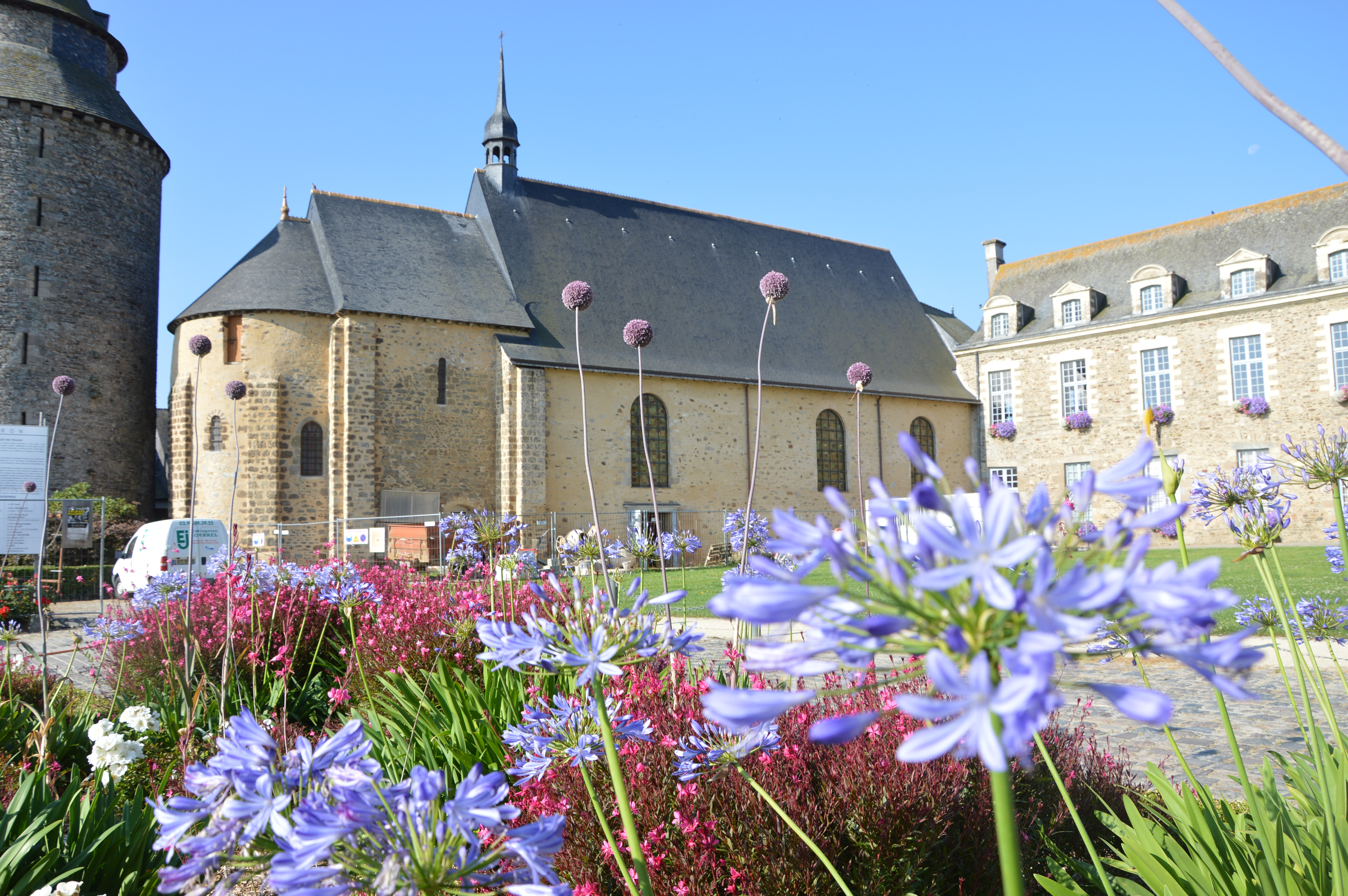
La chapelle du château.
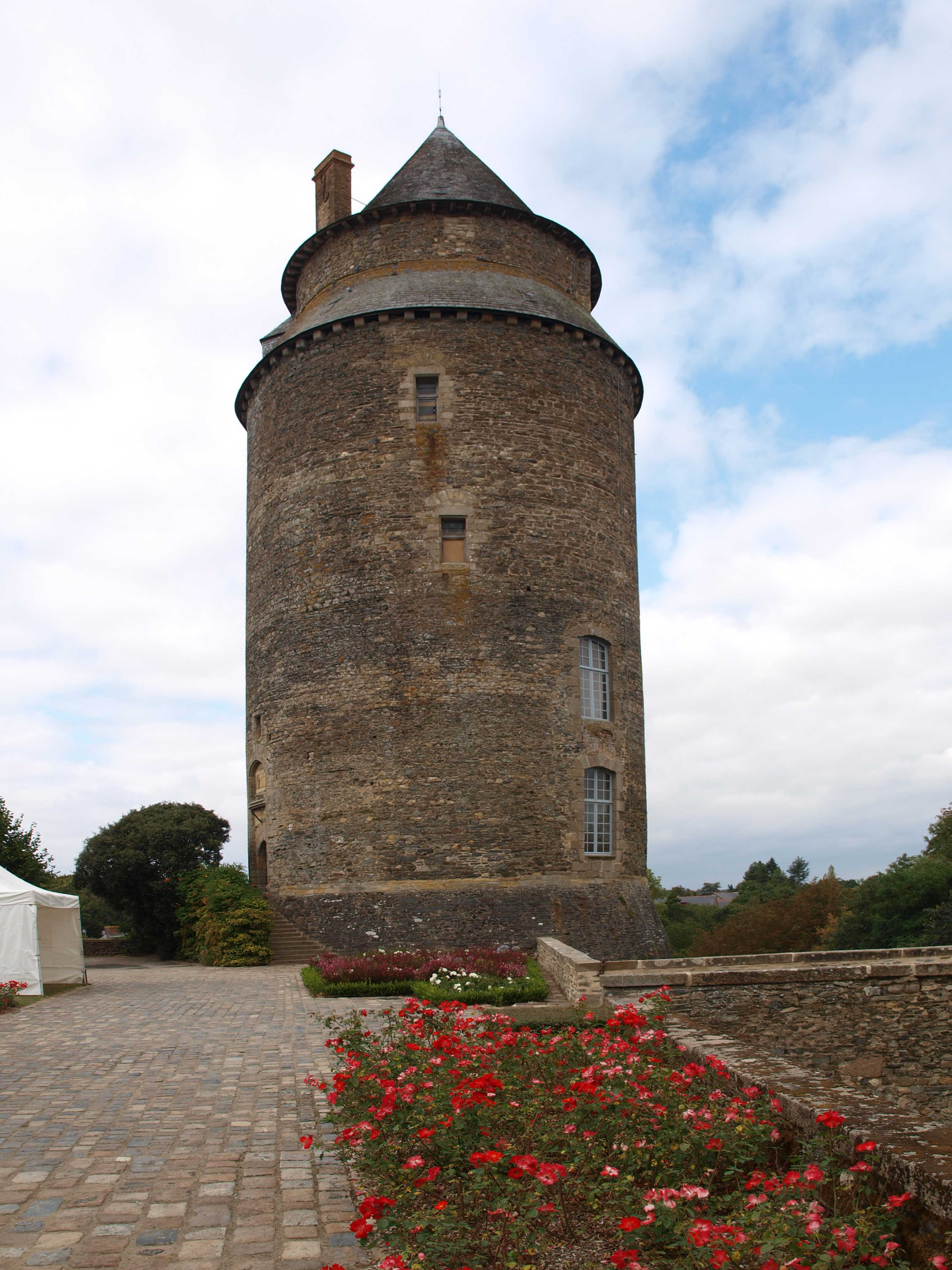
Le donjon du château.
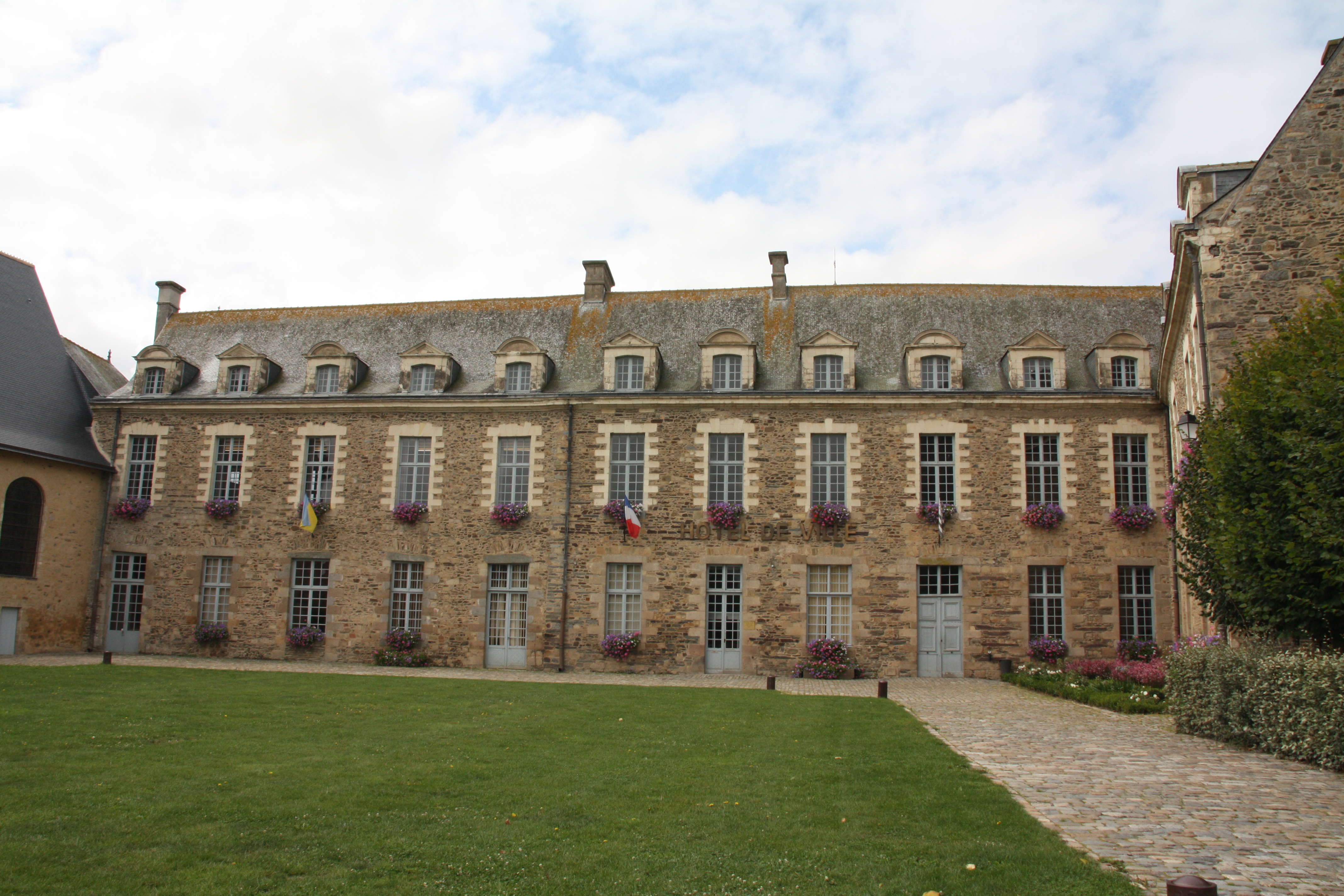
Le château.

La commune abrite un seul monument historique protégé :
- le château de Châteaugiron, édifié entre les XIIe et XVIIIe siècles, et classé par arrêtés du 9 mars 1931 et du 9 septembre 1993[30]. Il abrite l'hôtel de ville.
- la chapelle du château, dédiée à Marie-Madeleine, après plus de six ans de rénovation, a ouvert en juin 2015 en tant que centre d'art contemporain « Les 3 Cha »[31].

On trouve de nombreux autres édifices patrimoniaux, dont plus de 300 bâtiments inventoriés :
- les anciennes halles, qui abrite la médiathèque de la ville ;
- l'église Sainte-Madeleine[32],[33].

### Monument aux morts
- Le monument aux morts est situé près de l'église[Note 2].
- De plus, il existe le monument aux morts du cimetière avec les inscriptions des morts[Note 3].

### Personnalités liées à la commune
- René-Charles-Hippolyte Le Prestre de Chateaugiron (1774-1848), militaire, diplomate, homme de lettres et politique
- Julien Gourdel (1804-1846), né à Veneffles rattachée à la commune, sculpteur
- Pierre Gourdel (1824-1892), né dans la commune, sculpteur
- Jules Ronsin (1867-1937), artiste peintre, directeur de l'École régionale des beaux-arts de Rennes, ainsi que du Musée des beaux-arts de Rennes, natif de la commune.
- Morvan Marchal (1900-1963), nationaliste breton qui dessina le drapeau moderne de la Bretagne, le Gwenn-ha-Du, est enterré au cimetière de Châteaugiron
- Léon-Paul Ménard, né le 4 février 1946 à Châteaugiron et mort le 11 octobre 1993 à Laillé, coureur cycliste professionnel. Il a participé au Tour de France 1972.
- Francis Guérault (1874-1930), né dans la commune, fils de boulanger, conseiller général de Châteaugiron, député de Rennes-Sud (1928-1930)[34],[35].

### Héraldique
| Blason | Blasonnement : D’or au chef d’azur. |